# Giải của Hội phê bình phim Boston cho đạo diễn xuất sắc nhất
Giải của Hội phê bình phim Boston cho đạo diễn xuất sắc nhất là một trong các giải của Hội phê bình phim Boston dành cho đạo diễn của một phim, được bầu chọn là xuất sắc nhất.
Dưới đây là danh sách các người đoạt giải:

### Thập niên 1980
| Năm  | Người đoạt giải          | Phim                                                  |
| ---- | ------------------------ | ----------------------------------------------------- |
| 1980 | Roman Polanski           | Tess                                                  |
| 1981 | Steven Spielberg         | Indiana Jones: Raiders of the Lost Ark                |
| 1982 | Steven Spielberg         | E.T. the Extra-Terrestrial                            |
| 1983 | Paolo & Vittorio Taviani | Night of the Shooting Stars (La notte di San Lorenzo) |
| 1984 | Bertrand Tavernier       | A Sunday in the Country (Un dimanche à la campagne)   |
| 1985 | John Huston              | Prizzi's Honor                                        |
| 1986 | David Lynch              | Blue Velvet                                           |
| 1986 | Oliver Stone             | Platoon                                               |
| 1987 | Stanley Kubrick          | Full Metal Jacket                                     |

### Thập niên 1990
| Năm  | Người đoạt giải   | Phim                     |
| ---- | ----------------- | ------------------------ |
| 1990 | Martin Scorsese   | Goodfellas               |
| 1991 | Jonathan Demme    | The Silence of the Lambs |
| 1993 | Steven Spielberg  | Schindler's List         |
| 1994 | Quentin Tarantino | Pulp Fiction             |
| 1995 | Ang Lee           | Sense and Sensibility    |
| 1996 | Mike Leigh        | Secrets & Lies           |
| 1997 | Curtis Hanson     | L.A. Confidential        |
| 1998 | John Boorman      | The General              |
| 1999 | David O. Russell  | Three Kings              |

### Thập niên 2000
| Năm  | Người đoạt giải | Phim                                                             |
| ---- | --------------- | ---------------------------------------------------------------- |
| 2000 | Cameron Crowe   | Almost Famous                                                    |
| 2001 | David Lynch     | Mulholland Drive                                                 |
| 2002 | Roman Polanski  | The Pianist                                                      |
| 2003 | Sofia Coppola   | Lost in Translation                                              |
| 2004 | Zhang Yimou     | House of Flying Daggers (Shi mian mai fu)                        |
| 2005 | Ang Lee         | Brokeback Mountain                                               |
| 2006 | Martin Scorsese | The Departed                                                     |
| 2007 | Julian Schnabel | The Diving Bell and the Butterfly (Le scaphandre et le papillon) |
| 2008 | Gus Van Sant    | Milk                                                             |
| 2008 | Gus Van Sant    | Paranoid Park                                                    |

### Các người đoạt nhiều giải
- - 3 giải: Steven Spielberg (các phim Raiders of the Lost Ark, E.T.: The Extra-Terrestrial & Schindler's List)
  - 2 giải: Roman Polanski (các năm 1980, 2002), Martin Scorsese (các năm 1990, 2006) và Ang Lee (các năm 1995, 2005)